# Sports Nippon
Sports Nippon (スポーツニッポン, Supōtsu Nippon) est un quotidien japonais de sports ; il a été fondé en 1949 à Osaka.
Le journal est affilié au Mainichi shinbun.